# Eumenes flavigularis
Eumenes flavigularis är en stekelart som beskrevs av Blüthgen. Eumenes flavigularis ingår i släktet krukmakargetingar, och familjen Eumenidae. Inga underarter finns listade i Catalogue of Life.